# Seznam knih vytištěných v hlaholici
Toto je seznam knih vytištěných v hlaholici s datem, místem vytištění a jménem autora, pokud jsou tyto údaje známy.

## Seznam knih
| Datum           | obrázek                                            | název tisku                                        | autor                           | místo   |
| --------------- | -------------------------------------------------- | -------------------------------------------------- | ------------------------------- | ------- |
| 1483            |                                                    | Missale Romanum Glagolitice                        |                                 | Istrie  |
| 1491            |                                                    | Prvotisak brevijara, "Kosinjski brevijar"          |                                 |         |
| 1493            |                                                    | Baromićev brevijar                                 | Blaž Baromić                    | Benátky |
| 1494 (7. srpna) |                                                    | Senj missal                                        | Blaž Baromić a Gašpar Turčić    | Senj    |
| 1507/1508       |                                                    | Senj ritual                                        |                                 | Senj    |
| 1528            |                                                    | Missal of Pavao Modrušanin                         | Pavao Modrušanin                | Benátky |
| 1531            | Od žitiê rimskih’ arhierêov’ i cesarov'            | Od žitiê rimskih’ arhierêov’ i cesarov'            | Šimun Kožičić                   | Senj    |
| 1561            |                                                    | Brozićev brevijar                                  | Nikola Brozić                   | Benátky |
| 1562            | Artikuli ili deli prave stare krstianske vere      | Artikuli ili deli prave stare krstianske vere      | Anton Dalmatin a Stipan Istrian | Urach   |
| 1562            | Drugi del ove kratke postile                       | Drugi del ove kratke postile                       | Anton Dalmatin a Stipan Istrian | Urach   |
| 1562–1563       | Novi teštament                                     | Novi teštament                                     | Anton Dalmatin a Stipan Istrian | Urach   |
| 1564            | Crikvêni ordinalic                                 | Crikvêni ordinalic                                 | Juraj Juričić                   | Urach   |
| 1564            | Spovid općena                                      | Spovid općena                                      | Anton Dalmatin a Stipan Istrian | Urach   |
| 1564            | Bramba augustanske spovedi                         | Bramba augustanske spovedi                         | Anton Dalmatin a Stipan Istrian | Urach   |
| 1628            | Nauk karstjanski                                   | Nauk karstjanski.djvu                              | Matija Divković                 |         |
| 1629            | Azbukividnjak.djvu                                 | Azbukividnjak                                      | Matija Divković                 | Řím     |
| 1631            | Levaković missal                                   | Missale romanum slavonico idiomate                 | Rafail Levaković                | Řím     |
| 1635            | Ispravnik za erei                                  | Ispravnik za erei                                  | Šime Budinić a Rafail Levaković | Řím     |
| 1688            | Paštrić breviary                                   | Breviarium Romanum slavonico idiomate              | Ivan Paštrić                    | Řím     |
| 1741            | Karaman missal                                     | Missale romanum slavonico idiomate                 | Mate Karaman                    | Řím     |
| 1753            | Bukvar 1753                                        | Bukvar slavenskij                                  |                                 | Řím     |
| 1763            | Bukvar 1763                                        | Bukvar slavenskij                                  |                                 | Řím     |
| 1788            | Bukvar 1788                                        | Bukvar slavenskij                                  |                                 | Řím     |
| 1791            | Karaman breviary                                   | Breviarium Romanum slavonico idiomate              | Mate Karaman                    | Řím     |
| 1859            | Chrestomathia 1859                                 | Chrestomathia linguae veteroslovenicae             | Ivan Berčić                     | Praha   |
| 1860            | Bukvar staroslovenskoga jezika glagolskimi pismeni | Bukvar staroslovenskoga jezika glagolskimi pismeni | Ivan Berčić                     | Praha   |
| 1864–1871       | Ulomci svetoga pisma                               | Ulomci svetoga pisma                               | Ivan Berčić                     | Praha   |